# Escravidão branca
Comerciante de Meca (direita) e seu escravo branco circassiano. Intitulado Vornehmner Kaufmann mit seinem cirkassischen Sklaven ("distinto comerciante e seu escravo circassiano) por Christiaan Snouck Hurgronje (c. 1888).
Escravidão branca refere-se à escravidão de brancos europeus por não europeus (norte-africanos ou muçulmanos), bem como pelos próprios europeus, como os thralls (escravos) víquingues ou galeotes (criminosos condenados e/ou escravos usados como remadores em galés). Desde a Antiguidade, os escravos europeus foram comuns durante o reinado da Roma Antiga e proeminentes durante o Império Otomano no início da Idade Moderna. No feudalismo, existiram várias formas de status abaixo do homem livre, no que é conhecido como servidão (vilão, vagabundo, escravo) que podiam ser comprados e vendidos como propriedade e estavam sujeitos ao trabalho e à marca por seus donos ou demesne (posse). Sob o domínio muçulmano, o tráfico árabe de escravos que incluía cativos caucasianos, era frequentemente abastecido por ataques a territórios europeus ou eram levados quando crianças na forma de um imposto de sangue pelas famílias de cidadãos de territórios conquistados para servir ao império numa variedade de funções. Em meados do século XIX, o termo "escravidão branca" era usado para descrever os escravos cristãos que eram vendidos no comércio de escravos da Berbéria.
O uso moderno do termo também pode incluir escravidão sexual, prostituição forçada e tráfico humano. 

## História
O termo "escravidão branca" foi usado por Charles Sumner em 1847 para descrever a escravidão dos cristãos em todos os Estados da Berbéria e principalmente na Argélia, a capital da Argélia otomana. Também abrangia muitas formas de escravidão, incluindo as concubinas europeias frequentemente encontradas em harens turcos.
O termo também foi usado a partir do início do século XX, quando a maioria dos países da Europa assinou em Paris, em 1904, a Convenção Internacional relativa à repressão do tráfico de mulheres brancas, visando combater a venda de mulheres que eram forçadas à prostituição nos países da Europa continental. No início do século XX, o termo foi usado contra a prostituição forçada e a escravidão sexual de meninas que trabalhavam nos bordéis de Chicago.
Na segunda metade do século XVII, durante o período colonial dos Estados Unidos, a escravidão branca foi uma prática comum. Até a proclamação de Emancipação, que efetivamente aboliu a escravidão no transcorrer da Guerra Civil Americana, existiram escravos brancos nos EUA (numa proporção muito menor que de escravos negros). Evidências indicam que imigrantes pobres sequestrados, órfãos, bebês indesejados dentre outros, eram vendidos como escravos. A chamada "propaganda de escravos brancos" foi uma estratégia usada pela União para mobilizar a opinião pública do Norte a favor da abolição.
No Brasil, ocorreu escravização de brancos nos períodos colonial e monárquico. No início da ocupação territorial, Portugal enviou para lá degredados brancos para trabalhos forçados. Segundo registros, portugueses brancos foram escravizados por invasores holandeses. No Império do Brasil, tal fenômeno (visto como "anormal", já que acreditava-se que o trabalho escravo era destinado somente aos negros) gerava comoção e esforços coletivos pela libertação dos escravos brancos. Na pós-abolição no Brasil, um grande número de imigrantes portugueses e alemães, empregados na cafeicultura, trabalharam em condições análogas à escravidão. Na atualidade, episódios classificados como sendo de trabalho escravo, ainda ocorrem no país (ver: Escravidão moderna no Brasil).

## Comércio de escravos brancos

### Escravos eslavos

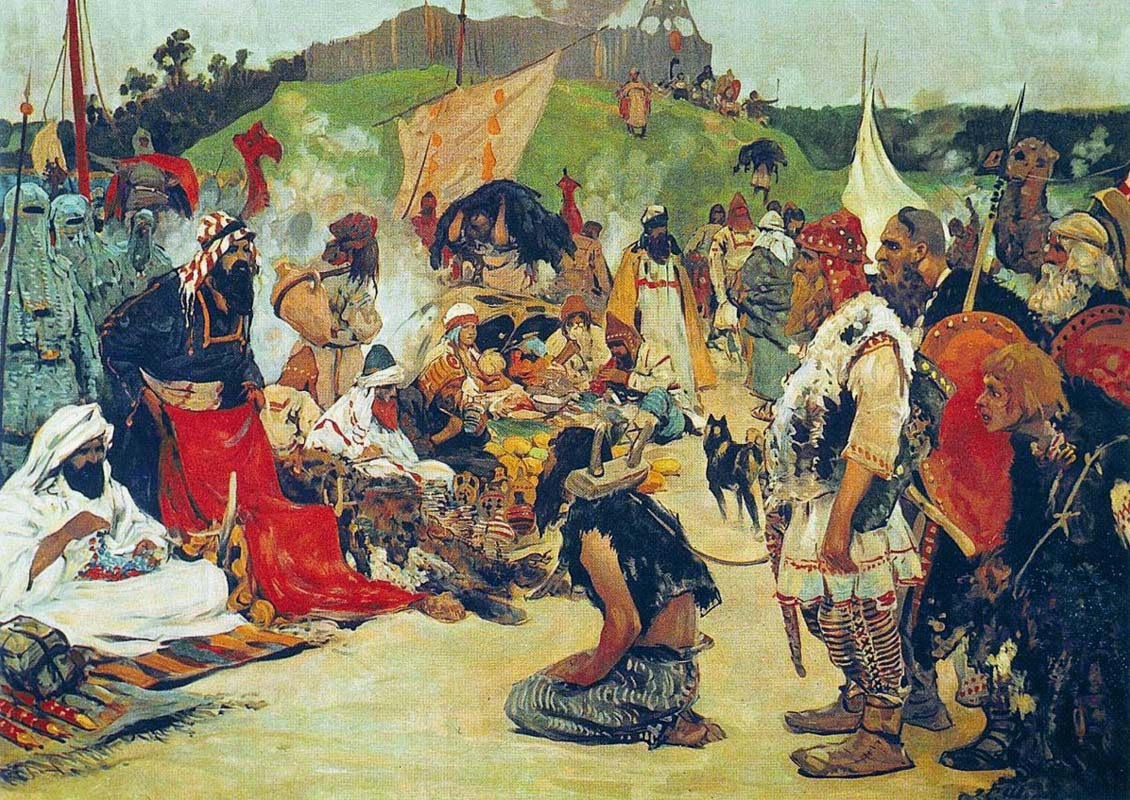
Comerciante de escravos Rus' com os cazares: O comércio no campo eslavo oriental por Sergei Ivanov (1913)

A rota comercial do Volga foi estabelecida pelos varegues (víquingues) que se fixaram no noroeste da Rússia no início do século IX. Cerca de 10 km ao sul da entrada do rio Volkhov no lago Ladoga, eles estabeleceram um assentamento chamado Velha Ladoga (língua nórdica antiga: Aldeigjuborg). Esta, ligou o norte da Europa e o noroeste da Rússia com o mar Cáspio, através do rio Volga. Os Rus' usaram esta rota para negociar com países muçulmanos na costa sul do mar Cáspio, às vezes penetrando até Bagdá. A rota funcionou concomitantemente com a rota comercial do rio Dniepre, mais conhecida como a rota comercial entre os vareques e os gregos, e perdeu sua importância no século XI.
Sacaliba refere-se a escravos eslavos, sequestrados das costas da Europa ou em guerras no mundo muçulmano medieval, no Oriente Médio, Norte da África, Sicília e Alandalus. Sacalibas serviam, ou eram forçados a servir, de muitas maneiras: servos, concubinas de harém, eunucos, artesãos, escravos militares e como guardas do califa. Na Península Ibérica, Marrocos, Damasco e Sicília, seu papel militar pode ser comparado ao dos mamelucos no Império Otomano. Na Espanha, os eunucos eslavos eram tão populares e amplamente distribuídos que se tornaram sinônimo de Sacaliba.

### Canato da Crimeia
No período do canato da Crimeia, os crimeanos realizavam incursões frequentes nos principados do Danúbio, Polônia-Lituânia e Moscóvia. Para cada cativo, o cã recebia uma parcela fixa (savğa) de 10% ou 20%. As campanhas das forças da Crimeia, denominadas sefers, operações militares declaradas lideradas pelos próprios cãs e ataques de çapuls, empreendidos por grupos de nobres, às vezes ilegalmente porque violavam os tratados concluídos pelos cãs com os governantes vizinhos. Por muito tempo, até o início do século XVIII, o canato mantinha um comércio maciço de escravos com o Império Otomano e o Oriente Médio. Cafa (Teodósia) foi um dos portos comerciais e mercados de escravos mais conhecidos e significativos. Incursores tártaros na Crimeia escravizaram entre 1 e 2 milhões de pessoas da Rússia e da Polônia-Lituânia durante o período de 1500 a 1700.  Cafa foi um dos portos comerciais e mercados de escravos mais conhecidos e significativos.   Em 1769, um último grande ataque tártaro resultou na captura de 20.000 escravos russos e rutenos.

### Costa berbere
Os mercados de escravos floresceram na costa da Berbéria, no norte da África, nos atuais Marrocos, Argélia, Tunísia e oeste da Líbia, entre o século XV e meados do XVIII.
Esses mercados foram prósperos enquanto os estados estiveram nominalmente sob a suserania otomana, embora, na realidade, fossem em sua maioria autônomos. Nestes mercados norte-africanos eram negociados escravos europeus capturados por piratas da Barbária em ataques a navios e por invasões em cidades costeiras da Itália, Espanha, Portugal, França, Inglaterra, Holanda e nas Tyrkjaránið ("sequestros turcos" na Islândia). Homens, mulheres e crianças foram capturados numa quantidade tão grande, que muitas cidades costeiras foram abandonadas.
Segundo Robert Davis, entre 1 milhão e 1,25 milhões de europeus foram capturados por piratas e vendidos como escravos no norte da África e no Império Otomano entre os séculos XV e XIX. No entanto, para extrapolar seus números, Davis assume que o número de escravos europeus capturados por piratas berberes era constante por um período de 250 anos, afirmando:
"Não há registros de quantos homens, mulheres e crianças foram escravizados, mas é possível calcular aproximadamente o número de novos cativos que seriam necessários para manter a população estável e substituir os escravos que morreram, escaparam, foram resgatados ou convertidos para o Islã. Com base nisso, acredita-se que cerca de 8.500 novos escravos seriam necessários anualmente para reabastecer números - cerca de 850.000 cativos ao longo do século, de 1580 a 1680. Por extensão, para os 250 anos entre 1530 e 1780, o número poderia ter sido tão alto quanto 1.250.000."
Os números de Davis têm sido contestados por outros historiadores, como David Earle, que adverte que a verdadeira imagem dos escravos europeus é obscurecida pelo fato de que os corsários também capturaram brancos não-cristãos da Europa Oriental e negros da África ocidental.
Além disso, o número de escravos negociados era superestimado, com estimativas exageradas baseadas nos anos de pico para calcular as médias de séculos inteiros, ou milênios. Assim, houve grandes flutuações ano a ano, particularmente nos séculos XVIII e XIX, dadas as importações de escravos, e também considerando o fato de que, antes da década de 1840, não há registros consistentes. O especialista em Oriente Médio, John Wright, adverte que as estimativas modernas são baseadas em cálculos retroativos da observação humana.
Tais observações, feitas entre o final do século XVI e o início dos anos 1600, são responsáveis por cerca de 35.000 escravos cristãos europeus mantidos durante todo este período na costa berbere, através de Trípoli, Túnis, mas principalmente em Argel. A maioria eram marinheiros (particularmente ingleses), levados com seus navios, mas outros eram pescadores e aldeões costeiros. No entanto, a maioria desses cativos eram pessoas de territórios europeus próximos à África, particularmente a Espanha e a Itália.
De bases na costa da Berbéria, norte da África, os piratas berberes invadiam navios que viajavam pelo Mediterrâneo e ao longo das costas norte e oeste da África, saqueando suas cargas e escravizando as pessoas que capturavam. Pelo menos a partir de 1500, os piratas também realizaram incursões em cidades litorâneas da Itália, Espanha, França, Inglaterra, Holanda e na Islândia, capturando homens, mulheres e crianças. Em algumas ocasiões, cidades como Baltimore, na Irlanda, foram abandonados após o ataque, sendo reocupadas muitos anos depois. Entre 1609 e 1616, somente a Inglaterra teve 466 navios mercantes perdidos para piratas berberes.
Enquanto os corsários da Berbéria saqueavam a carga de navios que capturaram, seu principal objetivo era capturar pessoas para vender como escravos ou para exigir resgate. Aqueles que tinham família ou amigos que poderiam resgatá-los eram mantidos em cativeiro, mas não obrigados a trabalhar; o mais famoso deles foi o autor Miguel de Cervantes, que ficou preso por quase cinco anos. Outros foram vendidos em vários tipos de servidão. Mulheres, meninas e meninos atraentes poderiam ser usados como escravos sexuais. Os cativos que se convertessem ao islamismo eram geralmente libertados, uma vez que a escravização dos muçulmanos era proibida; mas isso significava que eles nunca poderiam retornar aos seus países de origem. 
As estatísticas aduaneiras dos séculos XVI e XVII sugerem que a importação adicional de escravos de Istambul do Mar Negro pode ter totalizado cerca de 2,5 milhões de 1450 a 1700. Os mercados de escravos declinaram após as Guerras Berberes (1801-1815), travadas entre os EUA e os piratas norte africanos e terminaram na década de 1830, quando a região foi conquistada pela França.

### Escravos cristãos na Espanha islâmica

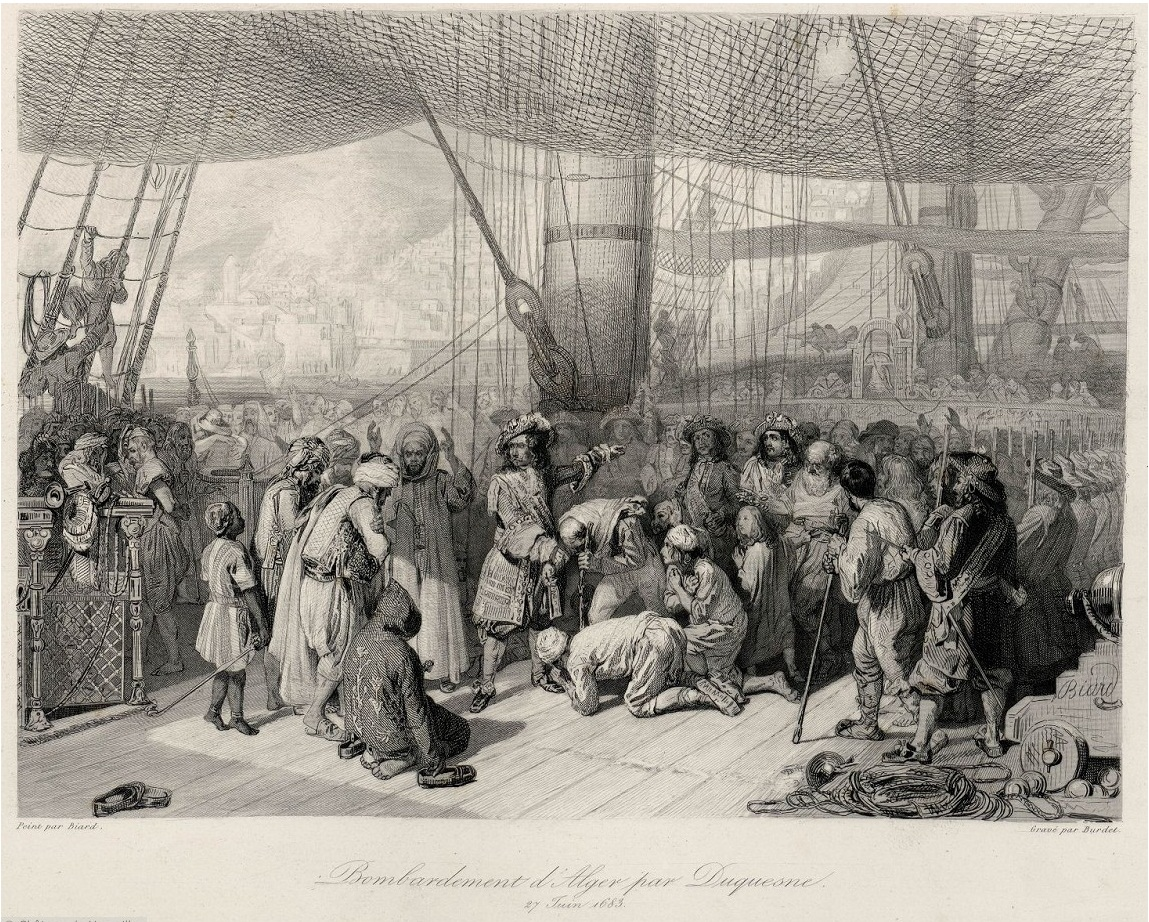
Abraham Duquesne libertando cativos cristãos após o bombardeio de Argel (1683).

Durante o Alandalus (Ibéria islâmica), os mouros controlavam grande parte da península. Eles importaram escravos cristãos brancos do século VIII até à Reconquista no final do XV. Os escravos eram exportados da Espanha cristã, bem como da Europa Oriental, provocando uma reação significativa de muitos cristãos, tanto espanhóis quanto residentes no Alandalus. Logo depois, os muçulmanos foram bem sucedidos, levando 30.000 cativos cristãos da Espanha. No século VIII, a escravidão durou mais devido a "frequentes escaramuças transfronteiriças, intercaladas entre períodos de grandes campanhas". Pelo décimo século, no leste do Mediterrâneo bizantino, cristãos foram capturados pelos muçulmanos. Muitos dos ataques realizados pelos muçulmanos objetivavam uma captura rápida de prisioneiros. Portanto, os muçulmanos restringiram o controle para evitar que os cativos fugissem. A península ibérica serviu de base para novas exportações de escravos para outras regiões muçulmanas no norte da África.

### Comércio otomano de escravos
A escravidão era uma parte legal e significativa da economia e da sociedade do Império Otomano. As principais fontes de escravos eram os prisioneiros de guerra e organizavam-se expedições de escravização na África, Europa Oriental e Circássia no Cáucaso. Foi relatado que o preço de venda dos escravos caía depois de grandes operações militares. A escravização dos europeus foi proibida no início do século XIX, enquanto escravos de outros grupos eram permitidos.
Mesmo depois de várias medidas para proibir a escravidão no final do século XIX, a prática continuou em grande parte inabalável no início do século XX. Em 1908, escravas ainda eram vendidas no Império Otomano. A escravidão sexual era uma parte central do sistema escravista otomano ao longo de sua história como instituição. 

## Escravidão europeia

### Roma Antiga
Na República Romana e depois no Império Romano, os escravos representavam a maior parte da força de trabalho produtiva e constituíam uma "mercadoria" importante no comércio da Roma Antiga. Escravos eram trazidos de toda a Europa e do Mediterrâneo, incluindo a Gália, a Hispânia, o norte da África, a Síria, a Germânia, a Britânia, os Bálcãs e a Grécia. Geralmente, os escravos na Itália eram nativos italianos, com uma minoria de estrangeiros (incluindo escravos e libertos) nascidos fora da Itália estimada em 5% do total na capital, onde seu número era maior, no seu auge.
Numerosas dezenas de milhares de escravos foram condenados a trabalhar nas minas ou nas pedreiras, onde as condições eram notoriamente brutais. Damnati in metallum ("aqueles condenados à mina") eram condenados que perderam sua liberdade como cidadãos (libertas), perderam suas propriedades (bona) para o estado, e se tornaram servi poenae, escravos como uma penalidade legal. Seu status sob a lei era diferente do de outros escravos; eles não podiam comprar sua liberdade, ser vendidos ou ser libertos. Estes eram destinados a trabalhar nas minas até a morte. Os escravos e libertos imperiais (a familia Caesaris) trabalhavam na administração e no gerenciamento das minas.
No final da República, cerca de metade dos gladiadores que lutavam nas arenas romanas eram escravos, embora os mais habilidosos fossem voluntários livres. Gladiadores de sucesso eram ocasionalmente recompensados com liberdade. No entanto, os gladiadores sendo treinados como guerreiros e tendo acesso a armas, eram potencialmente os escravos mais perigosos. Anteriormente, muitos gladiadores foram soldados capturados na guerra. Espártaco, que liderou a grande rebelião de escravos de 73 A.C a 71 A.C., era um gladiador rebelde.
Os escravos importados para a Itália eram europeus nativos, e muito poucos deles eram de fora da Europa. Isto foi confirmado pela análise bioquímica de 166 esqueletos de três cemitérios da era imperial nas proximidades de Roma (onde viveu a maior parte dos escravos), o que mostra que apenas um indivíduo veio de fora da Europa (norte da África) e, possivelmente outros dois, mas os resultados são inconclusivos. No resto da península itálica, a fração de escravos não europeus era muito menor do que isso. 

### Sob domínio islâmico
O imposto pençik ou pençyek, que significa "um quinto", era uma tributação baseada em um verso do Alcorão; pelo qual um quinto dos despojos de guerra pertencia a Deus, a Maomé e sua família, aos órfãos, aos necessitados e aos viajantes. Isso eventualmente incluiu escravos e prisioneiros de guerra que eram dados aos soldados e oficiais para ajudar a motivar sua participação nas guerras.
Cristãos e Judeus, conhecidos como Povos do Livro no Islã, eram considerados dhimmis em territórios sob domínio muçulmano, um status de cidadãos de segunda classe que tinham liberdade limitada, proteção legal, segurança pessoal e permissão para "praticar sua religião, sujeita a certas condições, e desfrutar de uma medida de autonomia comunal". Para manter essas proteções e direitos, os dhimmis eram obrigados a pagar os impostos de Jizia e Caraje como um reconhecimento do domínio muçulmano. De acordo com Abu Yusuf, a falta de pagamento destes impostos deveria tornar a vida e propriedade do dhimmis nulas e submete-los à conversão forçada, escravidão, prisão ou morte. Se alguém tivesse concordado em pagar a Jizia, deixar o território muçulmano para a terra inimiga seria punível com escravidão se fosse capturado.
A falta de pagamento da Jizia era comumente punida com prisão domiciliar e algumas autoridades permitiram a escravização de dhimmis por falta de pagamento de impostos.   No sul da Ásia, por exemplo, a captura de famílias dhimmis por não pagar a jizia anual foi uma das duas fontes significativas de escravos vendidos nos mercados de escravos do Sultanato de Déli e durante a era do Império Mogol.
O Devshirme era uma cobrança de sangue imposta em grande parte nos Bálcãs e na Anatólia  em que o Império Otomano enviou forças armadas para recolher meninos cristãos de 8 a 18 anos de idade que eram tirados de suas famílias e criados para servir o império. Muitos serviam como militares (Janízaros). O imposto foi estabelecido por Murade I em meados dos anos 1300 e durou até o reinado de Amade III no início dos anos 1700. De meados ao fim do século XIV até o início do XVIII, o sistema devshirme escravizou cerca de 1 milhão de adolescentes masculinos não muçulmanos. Esses meninos recebiam educação esmerada, alcançavam alta posição social e, após o treinamento, forçados a conversão ao Islã. Basilike Papoulia escreveu que: 
"...o devshirme foi a 'remoção forçada', na forma de uma homenagem, de filhos de súditos cristãos, de seu ambiente étnico, religioso e cultural e seu transporte para o ambiente turco islâmico com o objetivo de empregá-los a serviço do Palácio, do Exército e do Estado, por meio dos quais, de um lado, serviam ao sultão como escravos e libertos e, de outro, formavam a classe dominante do Estado."

### Servidão por contrato
Na era moderna, muitos brancos na Inglaterra, Irlanda e na América do Norte Britânica eram servos contratados, uma forma de escravidão banida pela Declaração Universal dos Direitos Humanos.
De 50% a 67% dos imigrantes brancos para as Treze Colônias americanas, a partir da década de 1630 e da Revolução Americana, tinham viajado sob contrato (identure).

## Tráfico de escravos brancos

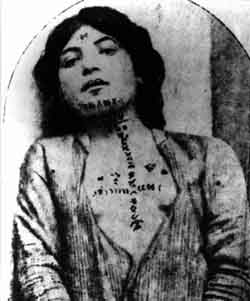
Fotografia publicada pelo The New York Times em 29 de Setembro de 1915. Mostra uma mulher armênia exposta para venda como escrava (ver: Genocídio armênio).

O Acordo Internacional para a Supressão do Tráfico de Escravos Brancos é uma série de tratados contra o tráfico de seres humanos, o primeiro dos quais foi negociado pela primeira vez em Paris em 1904. Foi um dos primeiros tratados multilaterais a abordar questões de escravidão e tráfico humano. A Convenção sobre a Escravatura (1926) e a Convenção Internacional para a Supressão do Tráfico de Mulheres e Crianças de 1933 são documentos semelhantes.

### Ato do tráfico de escravos brancos de 1910
Para combater o tráfico sexual nos Estados Unidos, em 1910 o Congresso dos EUA aprovou a Lei do Tráfico de Escravos Brancos (Lei Mann), que tornou crime o transporte de mulheres através das fronteiras estaduais para fins de "prostituição ou devassidão e, para quaisquer outros propósitos imorais". À medida que mais mulheres eram traficadas de países estrangeiros, os EUA começaram a aprovar atos de imigração para impedir que estrangeiros entrassem no país, como o Emergency Quota Act de 1921 e a Lei de Imigração (Johnson-Reed Act) de 1924. Após a proibição de imigrantes durante a década de 1920, não foi considerada uma questão importante até a década de 1990. 

### Emenda de lei criminal (tráfico de escravos brancos)
Foi feita uma tentativa de introduzir uma lei similar no Reino Unido entre 1910 e 1913 como o Criminal Law Amendment Act de 1912. Arthur Lee declararia na Câmara dos Comuns: 
"O Reino Unido, e particularmente a Inglaterra, está se tornando uma câmara de compensação, centro de depósito e despacho do tráfico de escravos brancos e a sede dos agentes estrangeiros envolvidos na fase mais cara e lucrativa do negócio."
A América do Sul foi declarada como o principal destino para as meninas traficadas. The Spectator comentou que "o projeto de lei foi bloqueado por um membro (aludindo a Frederick Booth) ou membros que, por várias razões consideram que não é uma medida que deve ser colocada no livro de estatutos", pois afetaria a liberdade de o indivíduo.